# Arquidiócesis de Sassari
La arquidiócesis de Sassari o de Sácer (en latín: Archidioecesis Turritana y en italiano: Arcidiocesi di Sassari) es una circunscripción eclesiástica de la Iglesia católica en Italia. Se trata de una arquidiócesis latina, sede metropolitana de la provincia eclesiástica de Sassari. Desde el 27 de junio de 2017 su arzobispo es Gian Franco Saba.

## Territorio y organización

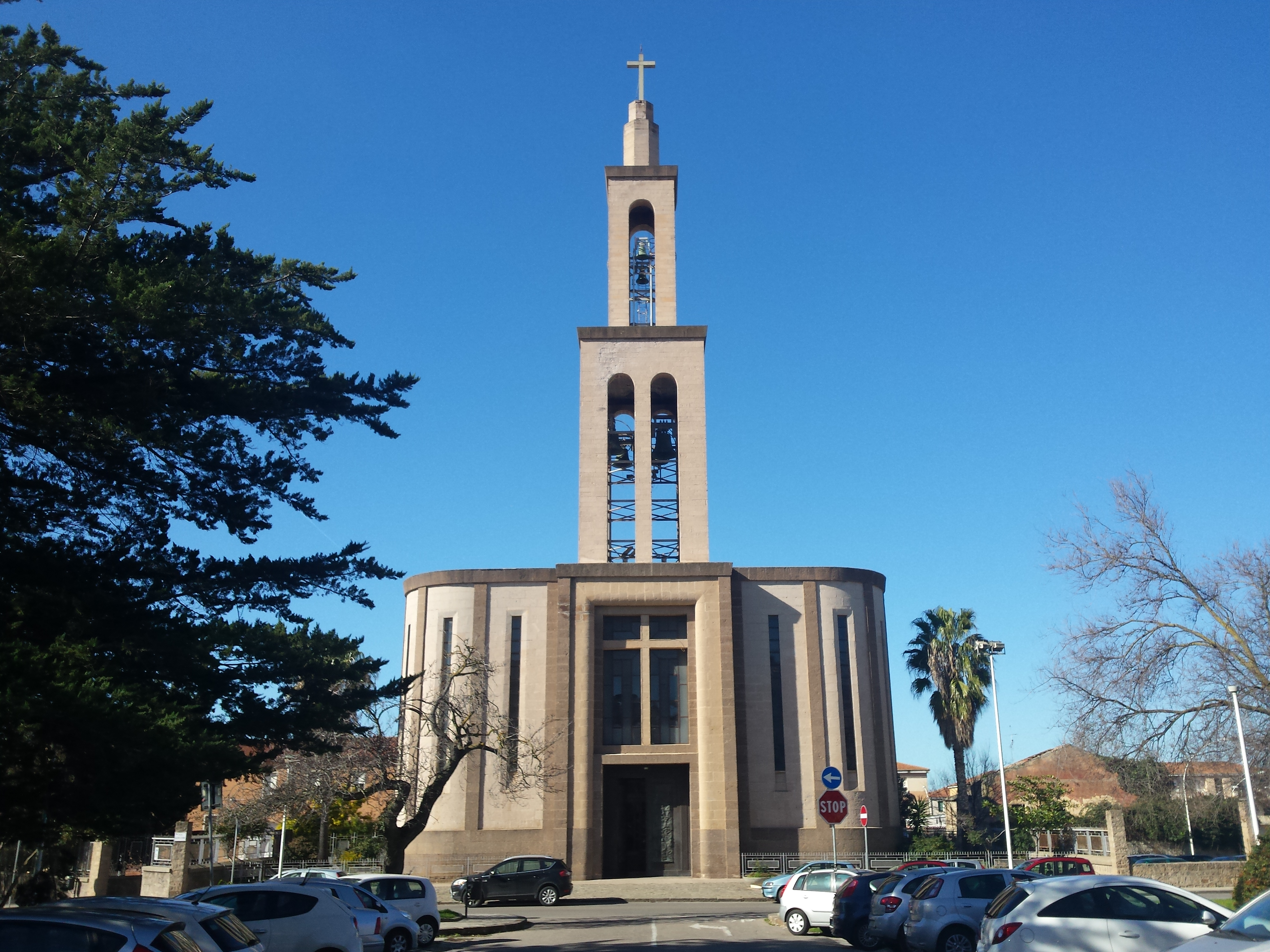
Basílica del Sagrado Corazón, en Sassari

La arquidiócesis tiene 1978 km² y extiende su jurisdicción sobre los fieles católicos de rito latino residentes en parte de la provincia de Sácer en la región de Cerdeña, comprendiendo las comunas de: Banari, Bessude, Bonnanaro, Bonorva, Borutta, Cargeghe, Cheremule, Chiaramonti, Codrongianos, Cossoine, Florinas, Giave, Ittiri, Mores, Muros, Osilo, Ossi, Ploaghe, Porto Torres (que incluye las islas Asinara y Piana), Sassari, Sennori, Siligo, Sorso, Stintino, Thiesi, Tissi, Torralba y Usini.

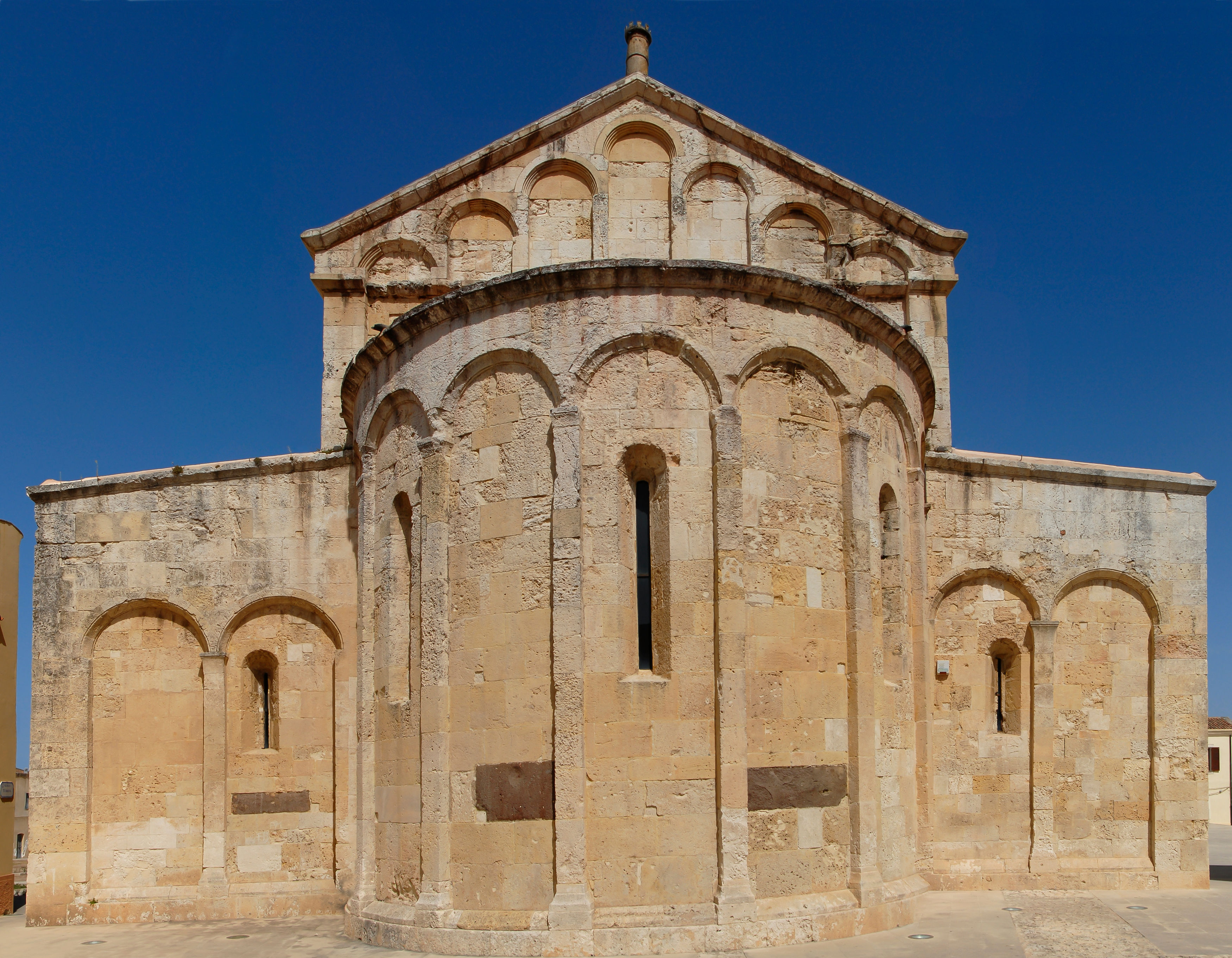
Excatedral basílica de San Gabino, San Proto y San Januario, en Porto Torres

La sede de la arquidiócesis se encuentra en la ciudad de Sassari (o Sácer), en donde se halla la Catedral de San Nicolás y la basílica del Sagrado Corazón. En Porto Torres se encuentra la basílica de San Gabino, San Proto y San Januario, que fue catedral de la arquidiócesis. En el territorio de la arquidiócesis se encuentran otras dos excatedrales: la de San Pedro, en Ploaghe (exdiócesis de Ploaghe); y la de San Pedro, en Borutta (exdiócesis de Sorres). En la localidad de Saccargia de la comuna de Codrongianos se halla la Basílica de la Santísima Trinidad (Saccargia)|basílica de la Santísima Trinidad.

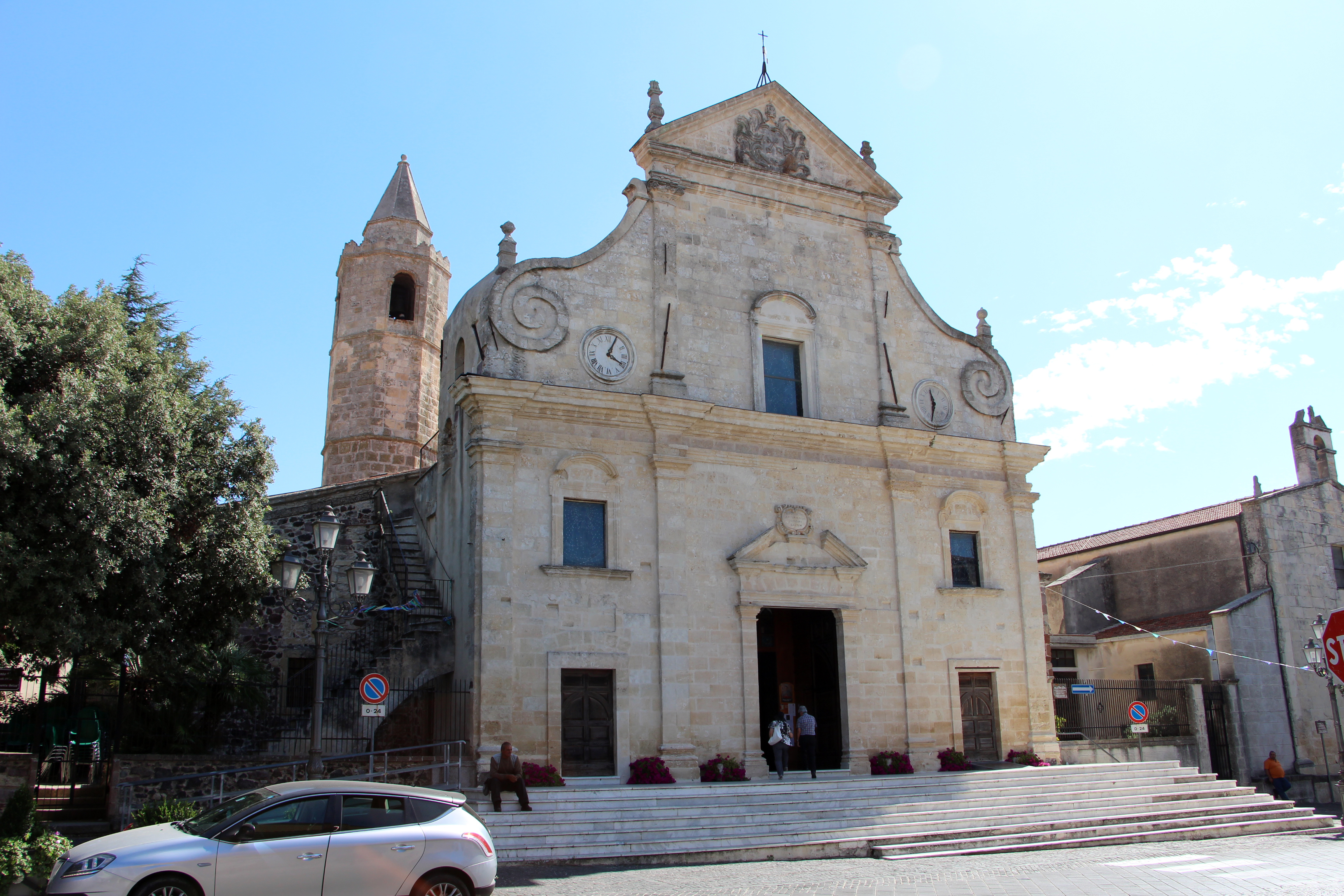
Excatedral de San Pedro, en Ploaghe

En 2022 en la arquidiócesis existían 60 parroquias agrupadas en 6 vicarías, 3 en la ciudad de Sassari (centro storico, Monte Rosello-Latte dolce y Cappuccini-Monserrato), y 3 extraurbanas (Sorres, Ploaghe y Porto Torres-Golfo).

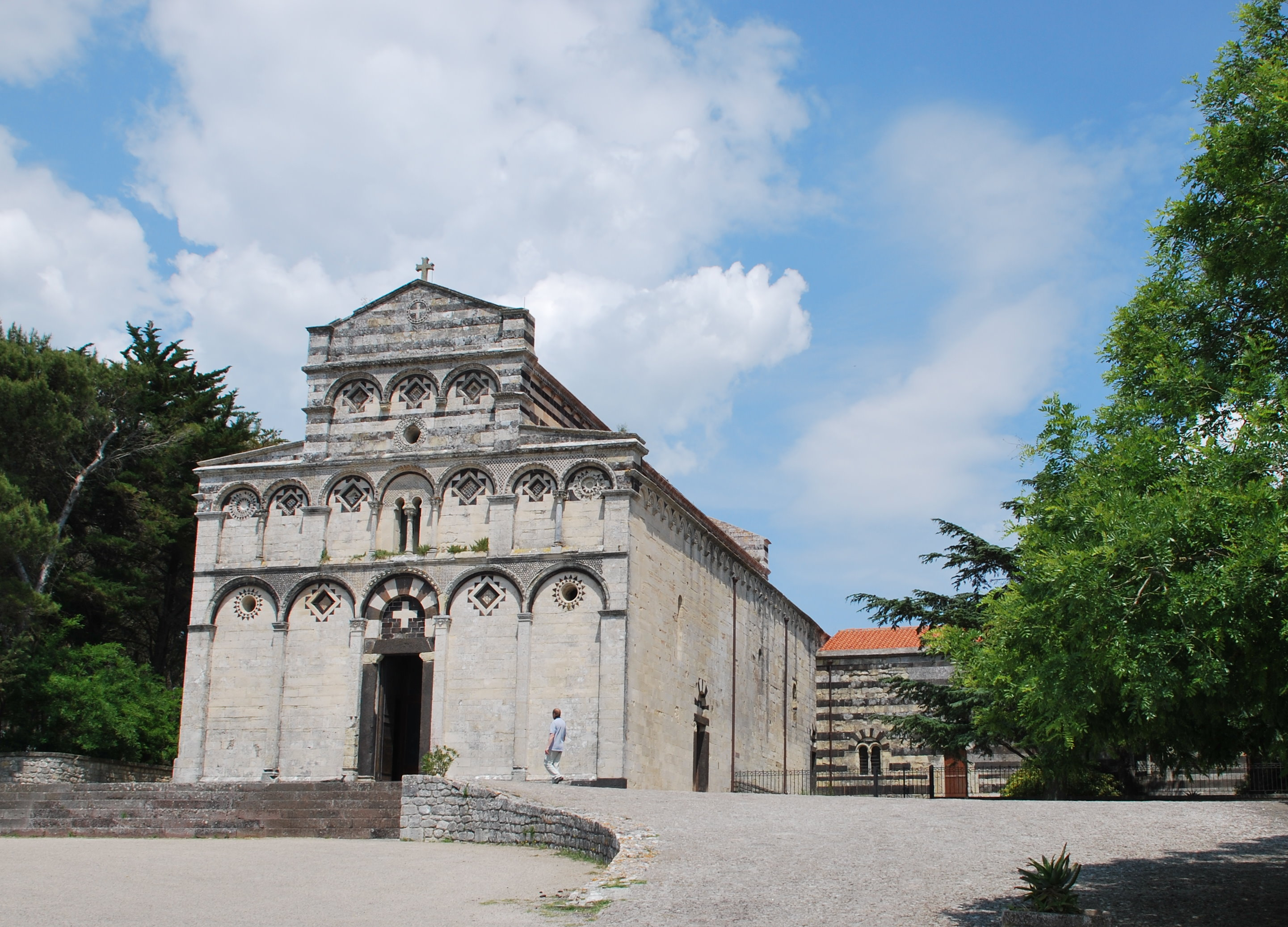
Excatedral de San Pedro, en Borutta

La arquidiócesis tiene como sufragáneas a las diócesis de Alguer-Bosa, Ozieri y Tempio-Ampurias.

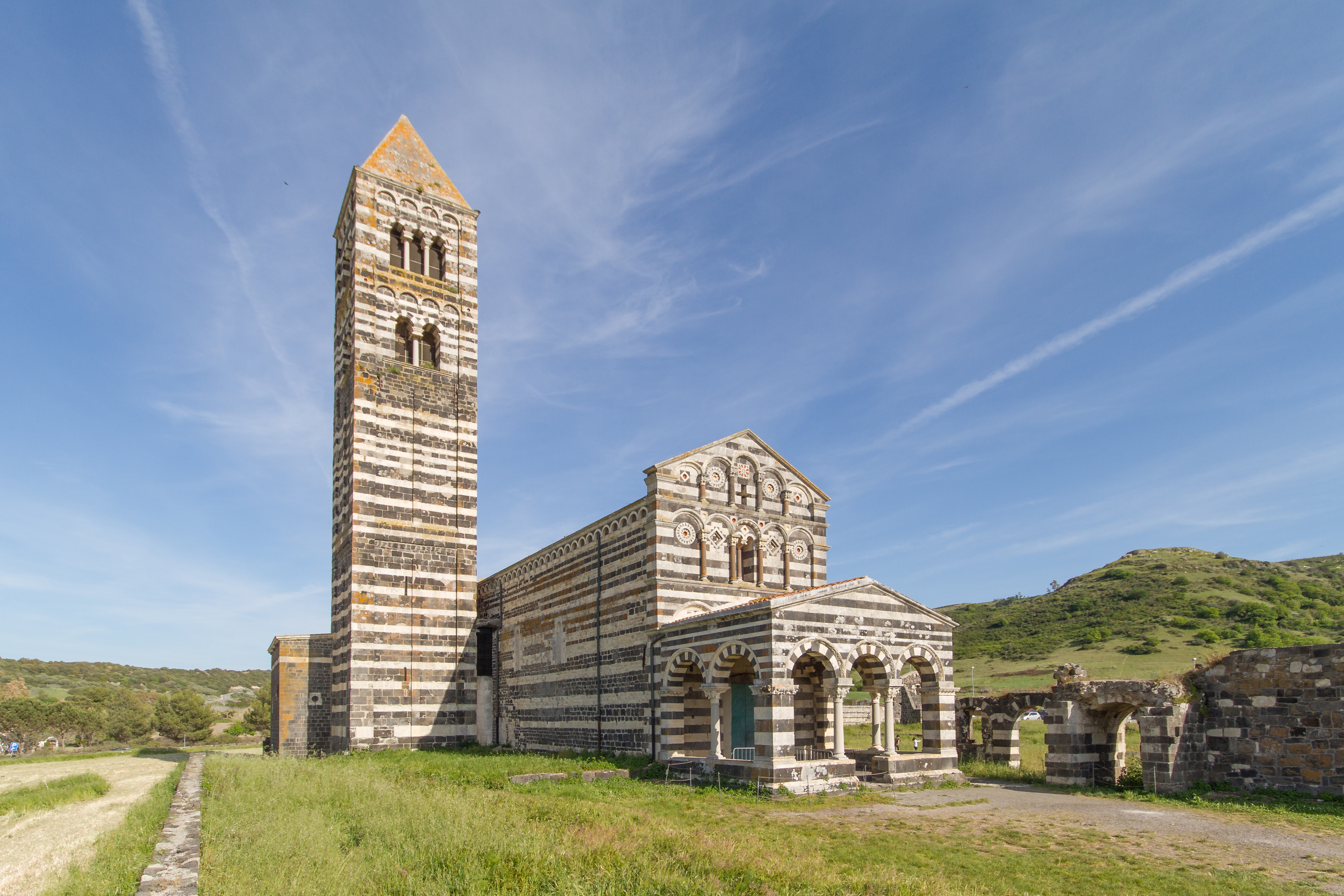
Basílica de la Santísima Trinidad, en Saccargia

## Historia
La diócesis de Torres (hoy Porto Torres, antiguamente llamada Turris Libisonis) fue erigida quizás hacia finales del siglo III, aunque la tradición indica que el primer obispo fue un romano Clemente en el siglo I. Incluso san Gabino, que vivió alrededor del año 100 d. C., no es un obispo seguro, aunque su martirio se considera bien fundado. Aunque existen documentos respecto a los primeros obispos, no es posible establecer con absoluta certeza que se refieran a obispos de Torres, pues existían otras sedes episcopales con nombres similares. El primer obispo documentado históricamente es Felice, que en el año 484 participó en la conferencia de Cartago, con otros cuatro obispos sardos, convocada por el rey vándalo Hunerico. Los obispos anónimos de dos sedes episcopales "sardas" se encuentran, en cambio, en la carta que todos los obispos occidentales escribieron al papa Julio I desde el Concilio de Sárdica del año 343. Si uno de los dos obispos pudiera ser el de Karales, el otro anónimo podría ser el de Turrita, como hipotetiza Raimondo Turtas, indicando que en aquella época en Cerdeña sólo había dos grandes sedes episcopales.
En la época de san Gregorio Magno, Torres era sufragánea de la arquidiócesis de Cagliari. En tiempos del papa Juan V (685-686) fue mencionada en cambio como sede inmediatamente sujeta a los obispos de Roma.
Posteriormente, las noticias sobre los pastores de la diócesis se interrumpen durante unos tres siglos, durante los cuales se produjeron numerosas incursiones sarracenas.
Después del período de inseguridad debido a las continuas incursiones musulmanas y a raíz de la reorganización eclesiástica de Cerdeña, Torres fue elevada, quizás ya en tiempos del papa Alejandro II (1061-1073), al rango de sede metropolitana del juzgado de Torres. Tuvo hasta siete diócesis sufragáneas: Ampurias, Bisarcio, Bosa, Castro, Ottana, Ploaghe y Sorres. El primer metropolitano conocido fue Costantino de Castra, investido con el cargo de arzobispo en Capua por el papa Gregorio VII en 1073.
El mismo papa insistió ante el juez de Torres para que se implementaran en la arquidiócesis las normas canónicas sobre la vida, la disciplina y la educación del clero, lo que indicaba la grave insuficiencia moral, cultural y religiosa de los sacerdotes de aquella época. No es raro que los condaghi de la época documenten la presencia de sacerdotes casados o de condición servil.
Entre los siglos XI y XII se establecieron en la arquidiócesis varias órdenes religiosas, entre ellas la cisterciense. De hecho, el juez de Torres, Gonario II, después de un encuentro con san Bernardo, se hizo monje y favoreció el desarrollo de la orden en Torres, y a su influencia se debe la fundación del monasterio de Santa Maria di Paulis, en Ittiri, y de Santa Maria di Corte, en Sindia. A finales del siglo XII, un cisterciense, Herbert, autor de un Liber miraculorum et visionum muy popular en los países alemanes, era obispo. Aproximadamente un siglo antes se había terminado la basílica de San Gabino, de estilo románico, catedral de la arquidiócesis.
En el siglo XIII el arzobispo Dorgodorio construyó en Sassari su palacio arzobispal, que hacia finales de siglo se convirtió en la residencia principal de su sucesor Teodosio. De hecho, Torres, con la disminución de importancia de su papel como puerto comercial, comenzó a atravesar un período de decadencia. Pero recién en 1441 Pietro Spano trasladó definitivamente la sede arzobispal de Torres a Sassari, autorizado por la Santa Sede con la bula Super universas del 3 de abril de 1441.
El 8 de diciembre de 1503 las diócesis de Sorres y Ploaghe fueron suprimidas y su territorio fue unido a la arquidiócesis de Sassari mediante la bula Aequum reputamus del papa Julio II. Esto no ocurrió inmediatamente, sino sólo después de la muerte de los respectivos obispos, es decir, en 1505 y 1526.
En los siglos siguientes los arzobispos trabajaron para implementar los decretos del Concilio de Trento. En esta obra se destacaron en particular: Salvatore Alepus († 1566), que realizó dos visitas pastorales a la arquidiócesis y emitió varias constituciones sinodales para reformar la vida del clero y obligar a los párrocos a velar por la educación religiosa del pueblo; Alfonso de Lorca, que fundó el seminario diocesano en 1593; Gavino Manca de Cedrelles († 1620), que publicó la versión sardo-logudorense de la Dichiarazione del Simbolo apostolico de Roberto Belarmino; Giuseppe Sicardo († 1714), que publicó un nuevo catecismo en lengua sardo-logudoresa; Matteo Bertolini († 1750), quien extendió la práctica de los ejercicios espirituales a todos los seminaristas y al clero diocesano.
Durante el siglo XIX hubo varios períodos de plazas vacantes debido a desacuerdos entre la Iglesia y el Estado de Saboya, que, en aplicación de leyes subversivas, confiscó los bienes eclesiásticos, suprimió las órdenes religiosas, el tribunal eclesiástico y el derecho de censura. Debido a las reiteradas protestas, el arzobispo Domenico Varesini fue condenado a arresto domiciliario. Su sucesor, Diego Marongiu Del Río, nombrado en 1871 después de siete años de vacancia de la sede, obtuvo el exequatur estatal recién en 1878. A pesar de estas dificultades, durante este período la arquidiócesis se mostró muy activa en la asistencia y el cuidado de los pequeños y huérfanos, gracias a la obra caritativa de los laicos y de instituciones religiosas, como la conferencia de las Damas de la Caridad.
Entre los arzobispos del siglo XX destacan en particular: Arcangelo Mazzotti, que favoreció la amplia difusión de la Acción Católica, celebró un sínodo en 1947 y el congreso eucarístico regional el año siguiente; y Salvatore Isgrò, recordado por la celebración del sínodo en 1990-1991, la realización de cuatro visitas pastorales, la organización de la misión popular en 1999 y el congreso eucarístico en 2003.

### Títulos del arzobispo de Sassari
Entre los diversos títulos que pertenecen al arzobispo de Sassari están los de primado de Cerdeña y Córcega (disputado), abad de Santa Maria di Paulis, Prior de la Santísima Trinidad de Saccargia y de Nuestra Señora de Coros, Gonfaloniere y Abanderado de la Santa Iglesia Romana (concedido por el papa Paulo III a Salvatore Alepus y sus sucesores a perpetuidad), abad de San Pietro di Silki (hoy sede franciscana, pero antaño benedictina) y, en el pasado, consejero en el Consejo de Su Majestad y canciller de la Universidad de Sassari así como Obispo de Ploaghe y Sorres (hasta 1969). Todos estos títulos ahora están obsoletos.

## Estadísticas
Según el Anuario Pontificio 2023 la arquidiócesis tenía a fines de 2022 un total de 225 000 fieles bautizados.
| Año                                                                             | Población            | Población | Población      | Sacerdotes | Sacerdotes    | Sacerdotes    | Bautizados por sacerdote | Diáconos permanentes | Religiosos | Religiosos | Parroquias |
| Año                                                                             | Bautizados católicos | Total     | % de católicos | Total      | Clero secular | Clero regular | Bautizados por sacerdote | Diáconos permanentes | Varones    | Mujeres    | Parroquias |
| ------------------------------------------------------------------------------- | -------------------- | --------- | -------------- | ---------- | ------------- | ------------- | ------------------------ | -------------------- | ---------- | ---------- | ---------- |
| 1949                                                                            | 139 000              | 140 000   | 99.3           | 162        | 109           | 53            | 858                      |                      | 56         | 33         | 39         |
| 1970                                                                            | 191 000              | 194 645   | 98.1           | 214        | 124           | 90            | 892                      |                      | 119        | 505        | 53         |
| 1980                                                                            | 207 591              | 214 245   | 96.9           | 191        | 113           | 78            | 1086                     | 1                    | 97         | 360        | 56         |
| 1990                                                                            | 213 167              | 216 346   | 98.5           | 170        | 100           | 70            | 1253                     | 1                    | 89         | 317        | 61         |
| 1999                                                                            | 214 500              | 215 535   | 99.5           | 165        | 100           | 65            | 1300                     | 1                    | 81         | 256        | 61         |
| 2000                                                                            | 219 730              | 220 739   | 99.5           | 150        | 101           | 49            | 1464                     | 2                    | 58         | 269        | 61         |
| 2001                                                                            | 220 000              | 221 100   | 99.5           | 147        | 98            | 49            | 1496                     | 2                    | 58         | 259        | 61         |
| 2002                                                                            | 221 000              | 223 100   | 99.1           | 170        | 100           | 70            | 1300                     | 2                    | 79         | 259        | 61         |
| 2003                                                                            | 223 100              | 224 603   | 99.3           | 162        | 98            | 64            | 1377                     | 3                    | 71         | 238        | 61         |
| 2004                                                                            | 219 356              | 220 859   | 99.3           | 149        | 94            | 55            | 1472                     | 3                    | 65         | 247        | 61         |
| 2010                                                                            | 220 000              | 223 000   | 98.7           | 153        | 99            | 54            | 1437                     | 4                    | 61         | 198        | 60         |
| 2014                                                                            | 220 000              | 226 800   | 97.0           | 142        | 99            | 43            | 1549                     | 4                    | 54         | 180        | 60         |
| 2017                                                                            | 228 353              | 235 000   | 97.2           | 136        | 95            | 41            | 1679                     | 5                    | 51         | 170        | 61         |
| 2020                                                                            | 225 000              | 230 000   | 97.8           | 128        | 92            | 36            | 1757                     | 4                    | 44         | 137        | 60         |
| 2022                                                                            | 225 000              | 230 000   | 97.8           | 136        | 92            | 44            | 1654                     | 3                    | 52         | 127        | 60         |
| Fuente: Catholic-Hierarchy, que a su vez toma los datos del Anuario Pontificio. |                      |           |                |            |               |               |                          |                      |            |            |            |

## Episcopologio
La cronología que sigue, salvo casos raros, sigue la más actualizada actualmente propuesta por P. Desole, a su vez reelaborada sobre la propuesta por R. Turtas con las modificaciones de M. Vidili.

### Obispos y arzobispos de Torres
- Gaudenzio †
- Giustino †
- Lussorio †
- Florenzio †[nota 1]
- Felice † (mencionado en 484)
- Mariniano † (antes de julio de 591-después de octubre de 599)[12]
- Valentino † (mencionado en 649)
- Anónimo † (mencionado en 685/686)[nota 2]
- Simone † (mencionado en 1065)
- Costantino di Castra † (1073-después de 1074)
- Cristoforo † (mencionado en 1090)
- Attone I (o Azzone) † (antes de 1112)
- Manfredi † (mencionado en 1116)
- Anónimo † (mencionado en 1118)
- Vitale † (antes de 1120)
- Costantino Berrica † (mencionado en 1127)
- Attone II † (mencionado en 1134)
- Pietro di Canneto † (documentado de 1134 a 1139)
- Attone III † (después de 1139-1156?)
- Pietro Manaco †[nota 3]
- Alberto, O.S.B. † (1170-1178)
- Erberto, O.Cist. † (1181-antes del 14 de agosto de 1196)
- Bandino † (1196-después de agosto de 1199[nota 4])
- Anónimo † (mencionado antes del 17 de octubre de 1200)
- Biagio † (1202[nota 5]-antes de 1217 falleció)
- Gianuario † (mencionado en 1218-1226)
- Piacentino † (mencionado en 1230)[nota 6]
- Opizzone † (mencionado en 1230-1235)
- Anónimo † (mencionado en 1238 por Gregorio IX)
- Stefano, O.P. † (1249[nota 7]-después de 1252)[13]
- Anónimo † (mencionado en 1254 y 1255)
- Prospero, O. Cist. † (enero/febrero de 1261-después de febrero de 1264)
- Torgotorio † (antes de 1278-1289?)
- Pandolfo † (4 de julio de 1290-26 de febrero de 1296 nombrado obispo Ancona)
- Giovanni Balastro, O.F.M. † (4 de marzo de 1296-circa 1298 falleció)
- Tedisio (o Teodosio o Tedicio) di Pisa † (3 de octubre de 1298-antes de marzo de 1322 falleció)
- Giacomo † (9 de marzo de 1324-antes de 1327)
- Pietro de Portillo, O.P. † (12 de octubre de 1327-antes del 2 de septiembre de 1349)
- Bartolomeo Jalmar † (2 de septiembre de 1349-1352)
- Diego de Navasquez, O.Carm. † (12 de febrero de 1354-después de julio de 1255)
- Arnaldo Bordach, O.Cist. † (5 de octubre de 1355-antes del 4 de marzo de 1360)
- Arnaldo Bajuli, O.F.M. † (4 de marzo de 1360-antes del 12 de enero de 1368)
- Bernardo, O.F.M. † (12 de enero de 1368-8 de agosto de 1369 nombrado arzobispo de Cagliari)
- Guglielmo Belvaisii, O.F.M. † (8 de agosto de 1369-3 de septiembre de 1371 nombrado obispo de Coria)
- Giacomo Gualterotti de Lanfranchi, O.P. † (3 de septiembre de 1371-1372 falleció)
- Giacomo Petri, O.P. † (11 de octubre de 1372-después del 30 de junio de 1373 falleció)
- Giovanni de Fornellis, O.F.M. † (14 de diciembre de 1373-1378?)
- Obediencia aviñonesa:
  - Giovanni de Passaviis, O.P. † (1 de julio de 1391-1393)
- Obediencia romana y pisana:
  - Ubaldino Cambi Bonamici † (8 de marzo de 1393-antes del 25 de septiembre de 1396 nombrado arzobispo de Oristán)[nota 8]
  - Antonio Cipollonio, O.P. † (11 de abril de 1397-? falleció)
  - Perino (Priamo o Primo) † (8 de agosto de 1399-1412)
  - Giovanni de Azaro † (4 de mayo de 1412-para el 1 de abril de 1422 falleció)

### Arzobispos de Sassari
- Pietro Spano † (1 de abril de 1422-1448 falleció)
- Antonio Cano † (23 de octubre de 1448-1476)
  - Michele Aparicio † (1438 o 1449[nota 9])
- Giovanni de Sos † (19 de enero de 1478-?)
- Berengario de Sos † (19 de enero de 1481-después de 1500)
- Francesco Pellicer † (después del 7 de diciembre de 1500 por sucesión-1508 falleció)
- Angelo Leonini † (3 de agosto de 1509-1514 renunció)
- Francesco Minerbetti de Medici † (1515 renunció[nota 10])
- Giovanni Sanna † (23 de enero de 1516-antes de 1524)
- Salvador Alepus † (29 de enero de 1524-para el 23 de diciembre de 1566[14] falleció)
- Juan Segrià † (23 de julio de 1568-16 de septiembre de 1569 nombrado arzobispo de Palermo)
- Martín Martínez del Villar † (7 de octubre de 1569-1572 nombrado arzobispo a título personal de Barcelona)
- Miguel Ibáñes † (1572-1575 falleció)
- Alfonso de Lorca † (24 de octubre de 1576-11 de diciembre de 1603 falleció)
- Andrés Bacallar † (13 de septiembre de 1604-23 de noviembre de 1612 falleció)
- Gavino Manca de Cedrelles † (29 de julio de 1613-6 de julio de 1620 falleció)
  - Antonio Canopolo † (antes de noviembre de 1620-19 de agosto de 1621 falleció) (obispo electo).[nota 11]
- Diego (o Giacomo o Jaime) Passamar † (13 de junio de 1622-17 de enero de 1643 falleció)
- Andrea Manca y Zonza † (13 de julio de 1644-septiembre/octubre de 1652 falleció)
  - Gaspare Litago † (26 de enero de 1656-5 de septiembre de 1656 falleció) (obispo electo)
- Onofrio Gerona † (13 de enero de 1659-antes del 3 de septiembre de 1659 falleció)
- Íñigo Royo, O.S.B. † (19 de julio de 1660-17 de noviembre de 1670 nombrado obispo de Albarracín)
- Gavino Catayna, O.Carm. † (16 de noviembre de 1671-3 de diciembre de 1678 falleció)
- Antonio de Vergara, O.P. † (9 de marzo de 1680-15 de noviembre de 1683 nombrado arzobispo de Cagliari)
- Juan Morillo y Velarde † (15 de enero de 1685-7 u 8 de marzo de 1699 falleció)
  - Giorgio Sotgia, O.S.M. † (1701-1701 falleció) (arzobispo electo)
- José Sicardo, O.E.S.A. † (12 de mayo de 1702-5 de febrero de 1714 falleció)
- Gaspar Fuster, C.O. † (1 de octubre de 1714-28 de agosto de 1720 falleció)
  - Sede vacante (1720-1726)
- Costantino Giordini, O.C.D. † (16 de diciembre de 1726-19 de noviembre de 1729 falleció)
- Bernardino Ignazio Roero di Cortanze, O.F.M.Cap. † (20 de octubre de 1730-18 de septiembre de 1741 nombrado arzobispo a título personal de Novara)
- Matteo Bertollinis † (27 de noviembre de 1741-9 de noviembre de 1750 falleció)
- Carlo Francesco Casanova † (17 de mayo de 1751-26 de febrero de 1763 falleció)
- Giulio Cesare Viancini † (13 de septiembre de 1763-7 de septiembre de 1772 nombrado arzobispo a título personal de Biella)
- Giuseppe Maria Incisa Beccaria † (4 de octubre de 1772-12 de octubre de 1782 falleció)
- Filippo Giacinto dei conti Olivieri de Vernier † (20 de septiembre de 1784-29 de marzo de 1787 falleció)
- Giacinto della Torre, O.E.S.A. † (29 de marzo de 1790-24 de julio de 1797 nombrado arzobispo a título personal de Acqui)
- Giovanni Battista Simon † (8 de julio de 1798-22 de febrero de 1806 falleció)[15]
  - Sede vacante (1806-1819)
- Gavino Murru † (29 de marzo de 1819-21 de diciembre de 1819 falleció)
- Carlo Tommaso Arnosio † (27 de septiembre de 1822-18 de agosto de 1828 falleció)
  - Sede vacante (1828-1833)
- Giovanni Antonio Gianotti † (15 de abril de 1833-19 de mayo de 1837 nombrado obispo de Saluzzo)
- Alessandro Domenico Varesini † (13 de septiembre de 1838-22 de septiembre de 1864 falleció)
  - Sede vacante (1864-1871)
- Diego Marongio Delrio † (24 de noviembre de 1871-11 de octubre de 1905 falleció)
- Emilio Parodi, C.M. † (11 de octubre de 1905 por sucesión-20 de diciembre de 1916 falleció)
- Cleto Cassani † (5 de enero de 1917-30 de junio de 1929 renunció[nota 12])
- Maurilio Fossati, O.SS.G.C.N. † (2 de octubre de 1929-11 de diciembre de 1930 nombrado arzobispo de Turín)
- Arcangelo Mazzotti, O.F.M. † (12 de febrero de 1931-30 de enero de 1961 falleció)
- Agostino Saba † (16 de marzo de 1961-19 de enero de 1962 falleció)
- Paolo Carta † (22 de marzo de 1962-18 de marzo de 1982 retirado)
- Salvatore Isgrò † (18 de marzo de 1982-2 de mayo de 2004 falleció)
- Paolo Mario Virgilio Atzei, O.F.M.Conv. (14 de septiembre de 2004-27 de junio de 2017 retirado)
- Gian Franco Saba, desde el 27 de junio de 2017